# 1 Bảo Lộc
Phường 1 Bảo Lộc là một phường thuộc tỉnh Lâm Đồng, Việt Nam.

## Địa lý
Phường 1 Bảo Lộc có vị trí địa lý:
- Phía Bắc giáp xã Bảo Lâm 1
- Phía Nam giáp phường B'Lao
- Phía Đông giáp xã Bảo Lâm 2
- Phía Tây giáp phường 2 Bảo Lộc

Phường có diện tích 51,46 km², dân số năm 2025 là 55.845 người, mật độ dân số đạt 1.085 người/km².

## Lịch sử
Ngày 11 tháng 7 năm 1994, Chính phủ ban hành Nghị định số 65-CP về việc thành lập Phường 1 trên cơ sở 300 hécta diện tích tự nhiên 300 hécta và 16.328 nhân khẩu của thị trấn Blao.
Ngày 8 tháng 4 năm 2010, Chính phủ ban Nghị quyết số 19/NQ-CP về việc thành thành phố Bảo Lộc thuộc tỉnh Lâm Đồng. Phường 1 trực thuộc thành phố Bảo Lộc.
Phường 1 Bảo Lộc được thành lập ngày 16 tháng 6 năm 2025 theo Nghị quyết số 1656/NQ-UBTVQH15 của Ủy ban Thường vụ Quốc hội trên cơ sở sáp nhập  toàn bộ diện tích tự nhiên, quy mô dân số của Phường 1, phường Lộc Phát và xã Lộc Thanh, thành phố Bảo Lộc.  Phường này chính thức hoạt động từ ngày 01 tháng 7 năm 2025.